# 新四ツ木橋

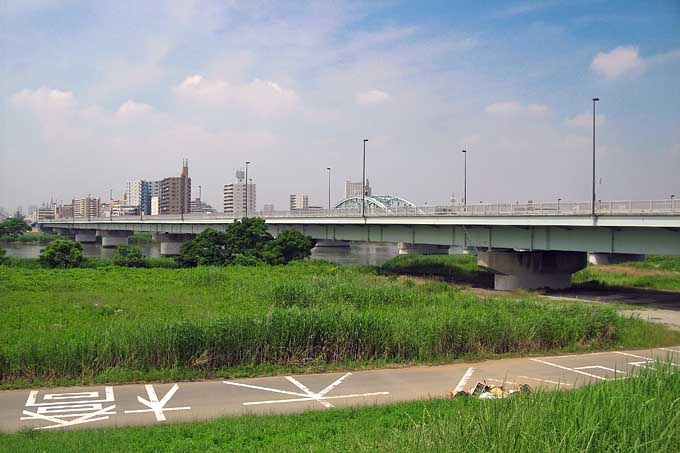
新四ツ木橋（2014年6月）

新四ツ木橋（しんよつぎばし）は東京都墨田区八広と葛飾区四つ木の間の荒川（荒川放水路）に架かる国道6号の道路橋である。
平行して流れる綾瀬川に架かる新四ツ木小橋（しんよつぎこばし）を含めて呼ばれることもある。

## 概要

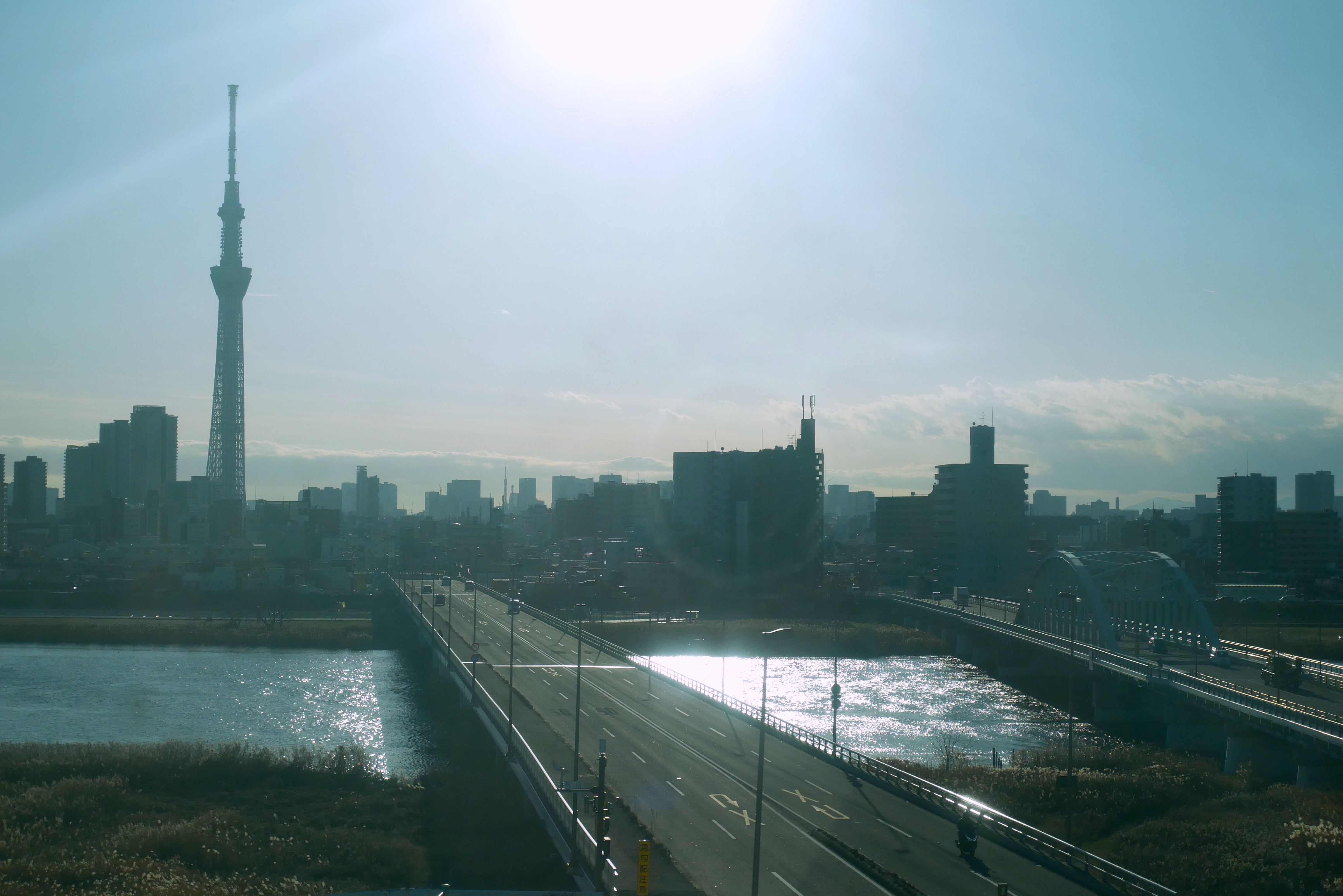
新四ツ木橋（2019年1月）

荒川の河口から約8.7 kmの地点に架かる橋で、左岸は葛飾区四つ木三丁目地先で右岸は墨田区八広六丁目地先に至る。橋の全長は547.8メートル、幅員16.25メートル（車道13メートル）、最大支間長80.8メートルの鋼連続箱桁橋で、歩道は幅員3.25メートルで、橋の下流側のみに設置されている。左岸側は荒川と綾瀬川を隔てる背割堤に長さ7.1メートルの橋台を挟み、綾瀬川に架かる橋長（支間長）68.5メートルの橋に接続する。河川区域外にある橋の前後は取付高架に接続する。左岸側の取付高架は国道6号（本線）と立体交差するため上り線と下り線に高低差がある。立体交差する下り線の方は長さ183.567メートル、有効幅員6.5メートルの3径間連続箱桁橋である。上流側に四ツ木橋が架けられているが、橋軸が河川に対して80度の斜角が付けられた斜橋のため、左岸側は約40メートル、右岸側は約120メートルほど四ツ木橋から離れている。橋の管理者は関東地方整備局 東京国道工事事務所である。また、災害時に防災拠点等に緊急輸送を行なうための、東京都の特定緊急輸送道路に指定されている。橋は前後のアプローチ区間も含め自転車の車道走行が禁止されており、その旨を示す道路標識も橋の入口に設置されている。

### 諸元
- 道路の路線名:国道6号支線
- 形式
  - 上部工 : 鋼連続箱桁橋
  - 下部工 : 鋼管杭基礎（直杭24本、斜杭40本、長さ23.1メートル）
- 全長 : 547.8メートル[7][3][注釈 1]（荒川渡河部：479.1メートル）
- 幅員 : 16.25メートル[7][8]（車道13メートル、歩道3.25メートル[3]）
- 支間割 : 68.5 m + （66.0 m + 66.0 m） + （66.5 m + 83.0 m + 66.5 m） + （61.0 m + 61.0 m）[3]
  - 主径間と側径間の間、および橋と取り付け道路の間に長さ1メートルの伸縮継手（フィンガージョイント）がある。また、荒川と綾瀬川の間に長さ7.1メートルの橋台がある[3]。
- 竣工年 : 1973年（昭和48年）

## 歴史
1952年（昭和27年）7月30日に新四ツ木橋（現四ツ木橋）が永久橋として開通したが橋の前後で慢性的に渋滞が発生したことから、曳舟川通りを延長する形で国道6号の川下側に新橋「新々四ツ木橋」（又は第二四ツ木橋）を建設。1969年（昭和44年）10月着工され、1973年（昭和48年）4月5日に竣工し、供用を開始した。橋の制作は汽車製造が行なった。また、取付高架の方は日本鉄塔工業が行なった。
なお工事中の1969年（昭和44年）4月4日に、新工法のリングビーム工法を用いて7号橋脚の橋脚基礎建造中のところに水止めの鋼矢板が崩壊して水没する事故が起きている。この事故で作業員8人（内、7人は青森県南津軽郡大鰐町からの出稼ぎの作業員。）が死亡し、工事を請け負った間組の現場責任者らが書類送検された。訴訟も起こされたが、1983年（昭和58年）5月23日不可抗力として東京高裁の無罪判決が確定している。
建設省はこの事故を受けて軟弱地盤や水深の深い場所においてこのリングビーム工法を使用しないよう各自治体に通達を出した。
2007年（平成19年）道路整備特別会計から工費2346万7500円を計上して橋脚の補強工事が行なわれた。

## 周辺
- 荒川四ツ木橋緑地 - 河川敷に位置する。
- 四つ木公園
- 四つ木つばさ公園 - キャプテン翼のモニュメントがある。
- 四つ木めだかの小道 - 葛西用水路（曳舟川）の流末[17]
- 四ツ木駅
- 八広駅
- 葛飾区立よつぎ小学校
- 墨田区立八広小学校
- 東京都立墨田特別支援学校
- 八広図書館
- 天台宗西光寺（葛西清重旧跡）
- 真言宗寳蔵寺

## 隣の橋
- 荒川

（上流） - 新荒川橋 - 四ツ木橋 - 新四ツ木橋 - 京成押上線荒川橋梁 - 木根川橋 - （下流）
- 綾瀬川

（上流） - 堀切避難橋 - 四ツ木小橋 - 新四ツ木小橋 - 京成押上線綾瀬川橋 - 木根川橋 - （下流）